# 見返坂隧道 (西坑尾隧道)
見返坂隧道，戰後改稱西坑尾隧道，是位於臺灣苗栗縣造橋鄉造橋村與豐湖村之間的一座單線鐵路隧道，屬於山線鐵路造橋車站至豐富車站區間，完工於1903年，並於1976年年中，配合臺鐵局改良路線另新鑿造橋隧道通車後停用廢棄，2004年起曾由民間社團於本隧道及週邊經營生態園區，目前已歇業。2022年8月31日，苗栗縣政府公告本隧道為縣定古蹟，命名臺鐵舊山線－見返坂隧道群。

## 歷史
- 1902年：
  - 4月5日起，臺灣總督府鐵道部開始興建中港（今竹南）至苗栗路段的縱貫鐵路，並在造橋＝後壠（今豐富站）間開挖隧道。
  - 4月15日，隧道開工興建，但隧道附近地質條件不良，曾數度發生邊坡災害，延誤工期[3]，臺灣總督府鐵道部以拆下的清末臺灣鐵道舊鋼軌為主材料，建構鋼筋混凝土擋土牆來解決滑坡，為當時大日本帝國之創舉[5][6][7][註 1] （页面存档备份，存于）。
- 1903年：
  - 4月20日，隧道完工，命名見返坂隧道或見返阪隧道[5][註 2]，長193.1公尺。
  - 5月25日，包含本隧道在內的中港（今竹南）至苗栗段通車營運[5]。
- 1945年10月25日，中華民國時期， 臺灣鐵路管理局嗣後將隧道更名為西坑尾隧道[1]。
- 1973年7月起，臺鐵局為增進山線鐵路行車效能，於本隧道東側另建新隧道[10]。
- 1976年中，本隧道因東側新隧道（造橋隧道）通車而停用廢棄[2]。
- 2004年初，苗栗縣野鳥學會於本隧道及東側也停用的造橋隧道（含週邊地帶）創設「穿月生態園區」（火車窿生態園區）[11][12]，但數年後歇業[13]，隧道再度荒廢，目前難以進入。
- 2022年8月31日，苗栗縣政府公告本隧道與一旁的造橋隧道為縣定古蹟，取名「臺鐵舊山線─見返坂隧道群」[4]

## 構造設計
本隧道為單線鐵路隧道，洞口與內部襯砌採紅磚砌築，以4到5層紅磚砌拱，隧道口上方女兒牆採城垛（雉堞）狀設計，兩側門柱向上延伸，外觀彷彿一座城堡，造型美觀。此外，兩端洞口拱圈上設置拱頂石，拱腹置一匾額，北口匾額題上「穿月」、南口匾額題上「噴雲」，題字者為當時的臺灣總督府民政長官兼鐵道部部長後藤新平 ，字體陰刻（但遭水泥抹平）。
本隧道因地形因素，由北而南以16.7‰陡坡爬升，隧道前後路段的路線標準不佳，最小曲率半徑只有322公尺，因此臺鐵局為增進行車效能，於1973年7月起改善本隧道前後路段路線標準，新闢單線電氣化淨空的造橋隧道，於1976年通車，自此本隧道停用廢棄。

## 周邊
- 冠軍建材（股）公司造橋廠
- 冠軍綠概念館

## 註解
1. ↑  日本最早的鋼筋混凝土構造物，一般公認是跨越京都琵琶湖水路運河上的第11號橋，1903年7月試造[8]。
2. ↑  另有文獻採用「見回坂」或「見回阪」之隧道名[9]。

## 引用資料
1. 1 2 3  臺灣鐵路管理局，《臺灣鐵路路線圖（西線）》，1965年5月（繁體中文）。
2. 1 2 3  中華民國交通部交通研究所：中華民國65年《交通年鑑》，頁177，臺北市，1977年12月（繁體中文）。
3. 1 2 3  田耘昇，〈縱貫線上的老山洞(中上)—新竹三義間的老隧道巡禮〉，《鐵道情報》183期，中華民國鐵道文化協會，高雄市，2008年5-6月號，頁65（繁體中文）。
4. 1 2  管瑞平. . 《中央通訊社》. 2022-08-31. （原始内容存档于2022-10-01） （中文（臺灣））.
5. 1 2 3 4  . 臺北: 臺灣總督府鐵道部. 1911年3月25日，日本國立國會圖書館數位典藏: 頁175、177～179、181、182、296  [2021年3月6日]. （原始内容存档于2020年8月6日） （日语）.
6. ↑  小野田 滋，《鉄道と煉瓦 その歴史とデザイン》，鹿島出版會（日语：鹿島出版会），2004年8月25日，頁169（日語），國立臺灣圖書館館藏。
7. ↑  蔡龍保，〈長谷川謹介與台灣縱貫鐵路〉，《鐵道情報》181期，中華民國鐵道文化協會，高雄市，2008年1-2月號，頁53-54（繁體中文）。
8. ↑  ROOF-NET編集部：〈日本初の鉄筋コンクリート橋 ～明治36年(1903年)7月試造～〉 （页面存档备份，存于），2010-08-17（日語）。
9. ↑  Taine：〈關於日治期鐵路隧道名稱〉，2018年11月17日（繁體中文）。
10. 1 2  中華民國交通部交通研究所：中華民國64年《交通年鑑》，頁167，臺北市，1976年12月（繁體中文）。
11. ↑  〈洞中樂園 穿月隧道 遊生態〉，《聯合報》，2004年1月3日B3版（繁體中文）。
12. ↑  〈火車窿生態園區 隧道變餐廳〉，《聯合報》，2004年3月17日B4版（繁體中文）。
13. ↑  生態通：〈火車窿生態園區(已歇業)[]（繁體中文）。
14. ↑  . 臺北: 臺灣總督府交通局鐵道部. 1939年3月25日，國立公共資訊圖書館 數位典藏服務網: 頁19  [2022年9月10日]. （原始内容存档于2022年9月10日） （日语）.